# US Bad Mondorf
Die US Bad Mondorf (offiziell Union Sportive Mondorf-les-Bains) ist ein luxemburgischer Fußballverein aus Bad Mondorf. Der Klub trägt seine Heimspiele im 3.500 Zuschauer fassenden Stade John Grün aus.

## Geschichte
Der Verein wurde 1915 gegründet. Während der deutschen Besetzung Luxemburgs im Zweiten Weltkrieg wurde er 1940 in Spielvereinigung Mondorf umbenannt. 1944 erfolgte die Rückbenennung in den Gründungsnamen.
Zwischen 1966 und 1970 spielte der Verein in der Nationaldivision. In der Saison 1967/68 gelang Bad Mondorf mit dem Erreichen des Halbfinales der bis dahin größte Erfolg im Coupe de Luxembourg.
Nach zwischenzeitlichen Abstiegen bis in die Viertklassigkeit gelang US Bad Mondorf 2014 durch einen 5:4-Sieg nach Elfmeterschießen im Barragespiel gegen den 12. der Nationaldivision, den FC RM Hamm Benfica, die Rückkehr in die höchste luxemburgische Spielklasse. In der Saison 2015/16 erreichte der Verein erstmals das Finale der Coupe de Luxembourg, welches man mit 0:1 gegen Landesmeister F91 Düdelingen verlor.